# Caio Atílio Régulo Serrano
Caio Atílio Régulo Serrano (em latim: Gaius Atilius Regulus Serranus) foi um político da gente Atília da República Romana eleito cônsul por duas vezes, em 257 e 250 a.C. com Cneu Cornélio Blasião e Lúcio Mânlio Vulsão Longo respectivamente. Era filho de Marco Atílio Régulo, cônsul em 294 a.C.., irmão de Marco Atílio Régulo, cônsul em 267 e 256 a.C. (sufecto). Os cônsules Marco Atílio Régulo, de 227 a.C., e Caio Atílio Régulo, de 225 a.C., eram seus sobrinhos.

## Família

Teatro de operações da Primeira Guerra Púnica entre 258 e 256 a.C..
Território siracusano
Território cartaginês
Territórios romanos
1. Batalha naval em Tindaris. Vitória naval cartaginesa em 260, 258 e 257 a.C..
2. Ataque romano a Panormo. Recuo em 258 a.C..
3. Romanos capturam Mitistrato (258 a.C.).
4. Romanos retomam Enna e Camarina (258 a.C.).
5. Vitória naval romana na Batalha de Ecnomo (256 a.C.).
6. Marco Atílio Régulo invade a África (256 a.C.).

Segundo o lexicógrafo William Smith, este Atílio Régulo foi o primeiro a adotar agnome "Serrano", que depois tornar-se-ia o cognome de uma importante família da gente Atília. Caio Atílio Serrano, pretor em 218 a.C. e candidato derrotado ao consulado em 216 a.C., era seu filho e foi ancestral de todos os subsequentes pretores e cônsules da família. Um de seus descendentes, Sexto Atílio Serrano, foi cônsul em 136 a.C. com Lúcio Fúrio Filo (chamado, incorretamente, de "Públio" por Smith).

## Primeiro consulado (257 a.C.)

Teatro de operações da Primeira Guerra Púnica entre 250 e 249 a.C..
Território siracusano
Território cartaginês
Territórios romanos
1. A caminho de Lilibeu, os romanos tomam Heracleia Minoa e Selinunte (250 a. C.).
2. Ataque naval romano a Lilibeu abortado (250 a. C.).
3. Depois da derrota em Lilibeu, os romanos cercam Érice (250 a. C.).
4. Derrota naval romana em Drépano (249 a. C.).

Régulo ocupou o consulado pela primeira vez em 257 a.C., o oitavo ano da Primeira Guerra Púnica, com o patrício Cneu Cornélio Blasião. Derrotou a frota cartaginesa nas ilhas Eólias, na Batalha de Tindaris, embora tenha sofrido consideráveis baixas. Logrou tomar posse das ilhas Líparas e Melite, as quais arrasou. Ao seu retornar a Roma, recebeu a honra de um triunfo naval.

## Segundo consulado (250 a.C.)
Régulo foi cônsul pela segunda vez em 250 a.C., o décimo quinto da Primeira Guerra Púnica, com Lúcio Mânlio Vulsão Longo. Neste ano, os romanos conseguiram uma grande vitória com a conquista de Panormo (Palermo) sob o comando do procônsul Lúcio Cecílio Metelo. Na tentativa de acabar com a guerra, Roma enviou ambos os cônsules para a Sicília com quatro legiões e duzentos navios, com as quais tentaram tomar a cidade de Lilibeu, a possessão mais preciosa de Cartago na ilha. Contudo, não conseguiram tomar a cidade por causa de uma tormenta e, depois de perderem muitos homens na catástrofe, os romanos viram-se obrigados a transformar o cerco num bloqueio menor, que duraria vários anos.